# NPO Tours
Maillots
Le NPO Tours est un club professionnel de basket-ball français, fondé en 1997 et disparu en 1998 basé à Tours. Le club joue en championnat de France de PRO B au Palais des Sports Robert Grenon lors de la saison 1997-1998, le club évolue en rouge et blanc et est entraîné par Jean-Paul Rebatet.
Ron Anderson, Khari Jaxon, Eric Broallier et Amadou Dioum auront évolué sous le maillot tourangeau.

## L'histoire du NPO Tours
Le NPO Tours est créé en 1997 pour prendre la suite du Tours BC qui fait face à des problèmes financiers, le nouveau président Fabrice Durand Allizée souhaitant faire table rase du passé et donner un nouveau souffle au basket Tourangeau, change l'appellation du club tourangeau, le Tours BC (1981-1997) n'est plus, voici le N pour nouveau et PO faisant références aux glorieux passés tourangeaux avec l' ASPO Tours (1925-1981) 2 fois champion de France en 1976 et 1980 et finaliste de la coupe des coupes 1976, les moyens sont conséquents et le nouveau président vise haut et vite pour Tours.

## La saison 1997-1998 du NPO
Rien ne se passera comme prévu lors de la saison du NPO, en plus des résultats qui sont très loin des objectifs annoncés, le club change 3 fois de président, le dernier en date Bruno de l'Espinay démissionne sans être remplacé, le club se dote d'un comité de pilotage présidé par Jean-François Dejust, le 20 janvier, une partie de l'effectif ne reprend pas l'entraînement, en cause le non-versement des salaires depuis 1 mois et demi, 14 joueurs seront utilisés dont Ron Anderson et Khari Jaxon mais leur talent ne sauveront pas le club d'une saison complètement raté, 9 victoires en 34 matchs, le club tourangeau termine la saison à la 17e place, ayant cumulé d'énormes dettes en cours de saison, le NPO est placé en liquidation judiciaire, le NPO Tours n'est plus, le Touraine BC reprend le flambeau en 1999 et repart en Nationale 3 .

## Effectif[4]
,

## Le classement de la saison régulière[7]
Le NPO Tours commence sa saison le 6 septembre 1997 contre Brest et se clôture le 23 mai 1998 
| Rang | Équipe                 | Pts | J  | G  | P  | Pp   | Pc   | Diff |
| ---- | ---------------------- | --- | -- | -- | -- | ---- | ---- | ---- |
| 1    | Levallois SCB (+25)    | 60  | 34 | 26 | 8  | 2871 | 2560 | 311  |
| 2    | Angers BC (-25)        | 60  | 34 | 26 | 8  | 2850 | 2600 | 250  |
| 3    | JL Bourg (+13)         | 58  | 34 | 24 | 10 | 2790 | 2488 | 302  |
| 4    | AS Golbey-Épinal (-13) | 58  | 34 | 24 | 10 | 2747 | 2538 | 209  |
| 5    | Poissy Chatou Basket   | 56  | 34 | 22 | 12 | 2792 | 2648 | 144  |
| 6    | ESPE Châlons           | 55  | 34 | 21 | 13 | 2616 | 2529 | 87   |
| 7    | Maurienne SB           | 54  | 34 | 20 | 14 | 2759 | 2660 | 99   |
| 8    | STB Le Havre           | 53  | 34 | 19 | 15 | 2813 | 2746 | 67   |
| 9    | FC Mulhouse            | 52  | 34 | 18 | 16 | 2766 | 2741 | 25   |
| 10   | Étendart Brest (+10)   | 50  | 34 | 16 | 18 | 2867 | 2892 | -25  |
| 11   | Hyères Toulon VB (-10) | 50  | 34 | 16 | 18 | 2771 | 2717 | 54   |
| 12   | CO Saint-Brieuc        | 47  | 34 | 13 | 21 | 2611 | 2762 | -151 |
| 13   | Hermine Nantes (+6)    | 46  | 34 | 12 | 22 | 2667 | 2844 | -177 |
| 14   | CA Saint-Étienne (-6)  | 46  | 34 | 12 | 22 | 2509 | 2678 | -169 |
| 15   | Chorale Roanne         | 45  | 34 | 11 | 23 | 2353 | 2628 | -275 |
| 16   | Rueil AC (+4)          | 43  | 34 | 9  | 25 | 2653 | 2811 | -158 |
| 17   | NPO Tours (-4)         | 43  | 34 | 9  | 25 | 2773 | 2972 | -199 |
| 18   | ASJA Vichy             | 42  | 34 | 8  | 26 | 2702 | 3095 | -393 |

| Catégorie | Prénom et nom  | Statistiques | Statistiques | Statistiques |
| Catégorie | Prénom et nom  | Joués        | Total        | Moyenne      |
| --------- | -------------- | ------------ | ------------ | ------------ |
| Points    | Ron Anderson   | 17           | 422          | 24,8         |
| Passes    | Eric Broallier | 27           | 151          | 5,6          |
| Rebonds   | Khari Jaxon    | 19           | 179          | 9,4          |